# Pietro Toesca
Giovanni Pietro Toesca (* 12. Juli 1877 in Pietra Ligure, Provinz Savona, Ligurien, Italien; † 9. März 1962 in Rom) war ein italienischer Kunsthistoriker.

## Leben
Toesca besuchte in Turin das Liceo und die Universität, wo er 1898 bei Arturo Graf und Rodolfo Renier promovierte. Nach Studien bei Adolfo Venturi in Rom begann er 1905 seine Laufbahn als Dozent in Mailand an der Accademia scientifico-letteraria di Milano. 1907 wurde er an den neugeschaffenen Lehrstuhl für Kunstgeschichte an die Universität Turin berufen. 1914 ging er nach Florenz und 1926 nach Rom, wo er 1948 seine Tätigkeit als Universitätsprofessor beendete.
Toesca war Direktor der Abteilung Geschichte der mittelalterlichen und modernen Kunst der Enciclopedia Italiana von 1929 bis 1937. 1925 wurde er Korrespondierendes Mitglied der römischen Accademia dei Lincei, 1946 socio nazionale. Seit 1952 war er Korrespondierendes Mitglied der British Academy.
Seine Tochter Ilaria ist ebenfalls Kunsthistorikerin.

## Wirken und Wirkung
Toesca war der einer der bedeutendsten italienischen Kunsthistoriker des 20. Jahrhunderts. Mit seinem Werk La pittura e la miniatura nella Lombardia fino alla metà del Quattrocento (Die Malerei und die Miniaturen in der Lombardei bis zur Mitte des fünfzehnten Jahrhunderts) machte er zum ersten Mal die bildende Kunst der Lombardei des Mittelalters und ihre Bedeutung für die Kunst des gesamten Europa wieder bewusst.

## Werke
- La pittura e la miniatura nella Lombardia fino alla metà del Quattrocento, 1912.
  - Neuauflage mit etwas geändertem Titel: Einaudi, Turin 1966.
- Affreschi decorativi in Italia fino al secolo XIX. U. Hoepli, Mailand 1917
- Storia dell'arte Italiana I, Il Medioevo, 1913–1927, Neuauflage: Turin 1951.
- Monumenti e studi per la storia della miniatura italiana, I, 1929.
- La pittura fiorentina del Trecento, 1923.
  - deutsch: Die florentinische Malerei des 14. Jahrhunderts. Pantheon Edition, Kurt Wagner, München 1929.
- Gli affreschi della vita di San Francesco nella chiesa superiore del santuario di Assisi, Bencini & Sonsoni, Florenz 1947?
- Storia dell’arte italiana, II, Il Trecento, 1951.
- Die Mosaiken von San Marco, Würzburg/Wien 1957.

Postum
- mit einer Einleitung von Ilaria Toesca: Italienische Miniaturen der Fondazione Giorgio Cini, Venedig 1977, Pozza, Vicenza 1977